# Carlo Donida
Carlo Donida Labati (ur. 30 października 1920 w Mediolanie, zm. 22 kwietnia 1998 w Porto Valtravaglia) – włoski kompozytor i pianista, znany z licznych przebojów, skomponowanych zwłaszcza we współpracy z autorem tekstów, Mogolem: „Al di là” (1961), „Uno dei tanti” (1961), „Abbracciami forte” (1965), „Gli occhi miei” (1968), „La spada nel cuore” (1970). Wiele ze skomponowanych przez niego piosenek wykonywali zagraniczni wykonawcy, między innymi: Udo Jürgens, Tom Jones, Ben E. King, Petula Clark i Shirley Bassey.

## Życiorys i twórczość

### Lata 50.
Carlo Donida Labati urodził się 30 października 1920 roku w Mediolanie. Ukończył miejscowe Konserwatorium im. Giuseppe Verdiego w klasie fortepianu i kompozycji. Rozpoczął karierę muzyczną jako pianista zespołu I Dandies, który występował w latach 1946–1949 na estradach między innymi Mediolanu i Wenecji. Na początku lat 50. Donida został zatrudniony jako aranżer przez wydawnictwo muzyczne G. Ricordi & C., które w tym czasie utworzyło dział Radio Record Ricordi, poświęcony muzyce rozrywkowej. Dział ten odniósł sukces dzięki takim artystom jak: Gino Latilla, Joe Sentieri, Tony Dallara, Milva, Wilma Goich i wielu innym.
Pierwszy własny sukces Donida odniósł w 1951 roku, komponując we współpracy z autorami tekstów Gian Carlo Testonim i Mario Panzerim piosenkę „Sotto il mandorlo”, którą wykonał zespół Duo Fasano na inauguracyjnym Festiwalu Piosenki Włoskiej w San Remo. W 1953 roku skomponował wspólnie z Calibim piosenkę „Vecchio scarpone”, która zajęła 4. miejsce na tym festiwalu (wykonawcy: Gino Latilla i Doppio Quintetto Vocale oraz Giorgio Consolini). W 1954 roku kolejna jego piosenka, „Canzone da due soldi” (tekst: Pinchi, wykonawcy: Katyna Ranieri i Achille Togliani) zajęła na tym festiwalu 2. miejsce.

### Lata 60. i późniejsze
W 1960 roku Donida rozpoczął współpracę z autorem tekstów Mogolem. Ich pierwszymi wspólnymi piosenkami były: „Briciole di baci”, wykonana przez Minę i „Diavolo”, zaśpiewana Jimmy’ego Fontanę. Natomiast ich pierwszym sukcesem stała się napisana w 1961 roku piosenka „Al di là”, która w wykonaniu Luciana Tajolego i Betty Curtis wygrała festiwal w San Remo. Z tą samą piosenką Betty Curtis reprezentowała Włochy podczas finału 6. Konkursu Piosenki Eurowizji, zajmując 5. miejsce. W Stanach Zjednoczonych własne wersje tej piosenki zaprezentowali: Connie Francis w 1963 roku oraz Ray Charles Singers rok później. Kolejnym sukcesem spółki Mogol/Donida stała się piosenka „Uno dei tanti”, również z 1961 roku, znana w wersji anglosaskiej, jako „I (Who Have Nothing)” z wykonania takich artystów jak: Ben E. King (1963), Petula Clark (1965), The Spectres (1966), Tom Jones (1970), Luther Vandross i Martha Wash (1991), Neil Diamond (1993), Joe Cocker (2004). Następne osiągnięcie Mogol/Donida odnotowali w 1965 roku, gdy ich piosenka „Abbracciami forte”, wykonana przez Udo Jürgensa i Ornellę Vanoni, zajęła 2. miejsce na festiwalu w San Remo. Pochodząca z 1968 roku piosenka „Gli occhi miei” (11. miejsce na festiwalu w San Remo) stała się, pod tytułem „Help Yourself”, jednym z przebojów Toma Jonesa, zajmując 5. miejsce na liście Official Charts Company. W 1970 roku piosenka „La spada nel cuore”, wykonana przez Patty Pravo i Little Tony’ego, zajęła na festiwalu w San Remo 5. miejsce, a w 1971 „La folle corsa” – 12. (wykonawcy: Little Tony, Formula 3). Donida i Mogol napisali wspólnie 126 piosenek.
W swojej karierze Donida skomponował ścieżki dźwiękowe do filmów fabularnych, dokumentalnych i reklam. komponował również piosenki do tekstów w dialekcie mediolańskim: „Mi no, ghe vegni no”, „Cing ghei de pu, ma ross” i „Quand el coeur el s'innamora”, które uczestniczyły i zwyciężały w poszczególnych edycjach Festiwalu Piosenki Mediolańskiej.
Zmarł 22 kwietnia 1998 roku w Porto Valtravaglia.